# Bongabo
Bongabon là một đô thị hạng 3 ở tỉnh Nueva Ecija, Philippines. Theo điều tra dân số năm 2007, đô thị này có dân số 73.639 người trong 10.184 hộ.

## Barangay
Bongabon được chia thành 28 barangay. Con số phía sau là dân số
| Population Center - Commercial, 597 - Kaingin, 2.222 - Magtanggo, 1.287 - Mantile, 980 - Palomaria, 1.377 - Rizal, 2.605 - Sampalucan, 1.390 - San Roque, 2.226 - Sinipit, 1.806 - Sisilang, 657 - Social, 630 - Tulay na Bato (New Era), 1.578 | Rural area - Antipolo, 3.077 - Ariendo, 723 - Bantug, 820 - Calaanan, 1.622 - Cruz, 1.434 - Curva, 2.742 - Digmala, 762 - Larcon, 1.285 - Labi, 922 - Lusok, 1.657 - Macabaclay, 1.770 - Olivete, 1.735 - Pesa, 1.682 - Santor, 5.088 - Tugatog, 1.502 - Vega Grande, 5.029 |